# Комейл Гасемі
Комейл Гасемі  (перс. کمیل قاسمی‎; 27 лютого 1988, Сарі) — іранський борець вільного стилю, срібний призер чемпіонату світу, чемпіон та дворазовий срібний призер чемпіонатів Азії, чотириразовий володар Кубків світу, чемпіон та срібний призер Олімпійських іграх.

## Біографія
Боротьбою почав займатися з 1999 року. Дворазовий бронзовий призер чемпіонатів світу серед юніорів (2007, 2008), дворазовий чемпіон Азії серед юніорів (2007, 2008). Виступає за борцівський клуб «Захід Фарії» з Мазендерану.

## Спортивні результати на міжнародних змаганнях

### Виступи на Олімпіадах
| Змагання                    | Збірна | Вагова категорія           | Місце  |
| --------------------------- | ------ | -------------------------- | ------ |
| Літні Олімпійські ігри 2012 | Іран   | вільна боротьба, до 120 кг | Золото |
| Літні Олімпійські ігри 2016 | Іран   | вільна боротьба, до 125 кг | Срібло |

На літніх Олімпійських іграх 2012 року Гасемі спочатку отримав бронзову нагороду. У січні 2019 року Давид Модзманашвілі з Грузії, який спочатку виграв срібну медаль, був дискваліфікований після позитивного результату тесту на заборонені речовини. 23 липня 2019 року було оголошено, що в результаті повторного тестування зразків золотий медаліст Артур Таймазов з Узбекистану також був дискваліфікований. У лютому 2020 року МОК визначив підсумкову таблицю та медалі та нагородив Гасемі та Махова відповідно золотою та срібною медалями, а Длагнєв та Шабанбай стали бронзовими призерами.

### Виступи на Чемпіонатах світу
| Змагання                        | Збірна | Вагова категорія           | Місце  |
| ------------------------------- | ------ | -------------------------- | ------ |
| Чемпіонат світу з боротьби 2013 | Іран   | вільна боротьба, до 120 кг | 10     |
| Чемпіонат світу з боротьби 2014 | Іран   | вільна боротьба, до 125 кг | Срібло |

### Виступи на Чемпіонатах Азії
| Змагання                       | Збірна | Вагова категорія           | Місце  |
| ------------------------------ | ------ | -------------------------- | ------ |
| Чемпіонат Азії з боротьби 2011 | Іран   | вільна боротьба, до 120 кг | Срібло |
| Чемпіонат Азії з боротьби 2014 | Іран   | вільна боротьба, до 125 кг | Золото |
| Чемпіонат Азії з боротьби 2015 | Іран   | вільна боротьба, до 125 кг | Срібло |

### Виступи на Кубках світу
| Змагання                    | Збірна | Вагова категорія           | Місце  |
| --------------------------- | ------ | -------------------------- | ------ |
| Кубок світу з боротьби 2011 | Іран   | вільна боротьба, до 120 кг | 11     |
| Кубок світу з боротьби 2012 | Іран   | вільна боротьба, до 120 кг | 4      |
| Кубок світу з боротьби 2013 | Іран   | вільна боротьба, до 120 кг | 4      |
| Кубок світу з боротьби 2014 | Іран   | вільна боротьба, до 125 кг | Золото |
| Кубок світу з боротьби 2015 | Іран   | вільна боротьба, до 125 кг | Золото |
| Кубок світу з боротьби 2016 | Іран   | вільна боротьба, до 125 кг | Золото |
| Кубок світу з боротьби 2017 | Іран   | вільна боротьба, до 125 кг | Золото |
| Кубок світу з боротьби 2019 | Іран   | команда                    | Срібло |

### Виступи на інших змаганнях
| Змагання                                                     | Збірна | Вагова категорія                  | Місце  |
| ------------------------------------------------------------ | ------ | --------------------------------- | ------ |
| Кубок Тахті 2009                                             | Іран   | вільна боротьба, до 96 кг         | Срібло |
| Кубок Тахті 2010                                             | Іран   | вільна боротьба, до 120 кг        | 9      |
| Кубок Тахті 2011                                             | Іран   | вільна боротьба, до 120 кг        | Срібло |
| Золотий Гран-прі з боротьби 2012 (Тегеран)                   | Іран   | вільна боротьба, до 120 кг        | Срібло |
| Гран-прі Іспанії з боротьби 2012                             | Іран   | вільна боротьба, до 120 кг        | Золото |
| Rumble on the Rails 2013                                     | Іран   | Multiple Style Event, до LL120 кг | Золото |
| Кубок Тахті 2014                                             | Іран   | вільна боротьба, до 125 кг        | Бронза |
| Турнір Яшара Догу 2014                                       | Іран   | вільна боротьба, до 125 кг        | Срібло |
| Клубний чемпіонат світу з боротьби 2015                      | Іран   | команда                           | Золото |
| Гран-прі Парижа з боротьби 2016                              | Іран   | вільна боротьба, до 125 кг        | Золото |
| Турнір Олександра Медведя 2016                               | Іран   | вільна боротьба, до 125 кг        | Бронза |
| Олімпійський кваліфікаційний турнір з боротьби 2016 (Астана) | Іран   | вільна боротьба, до 125 кг        | Золото |
| Клубний чемпіонат світу з боротьби 2017                      | Іран   | команда                           | 8      |
| Турнір Дмитра Коркіна 2018                                   | Іран   | вільна боротьба, до 125 кг        | Золото |

### Виступи на змаганнях молодших вікових груп
| Змагання                                      | Збірна | Вагова категорія          | Місце  |
| --------------------------------------------- | ------ | ------------------------- | ------ |
| Чемпіонат Азії з боротьби серед юніорів 2007  | Іран   | вільна боротьба, до 96 кг | Золото |
| Чемпіонат світу з боротьби серед юніорів 2007 | Іран   | вільна боротьба, до 96 кг | Бронза |
| Чемпіонат Азії з боротьби серед юніорів 2008  | Іран   | вільна боротьба, до 96 кг | Золото |
| Чемпіонат світу з боротьби серед юніорів 2008 | Іран   | вільна боротьба, до 96 кг | Бронза |